# DFB-Pokal 1991/92
DFB-Pokalsieger 1992 wurde der Zweitligist Hannover 96. Es war der bisher einzige DFB-Pokal-Sieg eines Vereins der 2. Bundesliga – zuvor Kickers Offenbach aus der damals zweitklassigen Regionalliga im Jahr 1970 – und auch der einzige der Hannoveraner. Im Verlauf des Wettbewerbs hatten die Niedersachsen mit dem VfL Bochum, Borussia Dortmund, dem Karlsruher SC, Werder Bremen und im Finale Borussia Mönchengladbach fünf Erstligisten besiegt.
Zuvor war 1970 den Offenbacher Kickers, die zum Zeitpunkt des Finales schon aus der 2. Liga in die Bundesliga aufgestiegen waren, ein Pokalsieg gelungen.
Seit dieser Saison gibt es auch in den Vorrunden kein Wiederholungsspiel mehr; alle Entscheidungen erfolgen spätestens im Elfmeterschießen.
In der ersten Runde des anschließenden Europapokals der Pokalsieger traf der DFB-Pokalsieger Hannover 96 erneut auf Halbfinalgegner Werder Bremen, das als Sieger des vorigen Europapokals der Pokalsieger ebenfalls qualifiziert war, und schied nach einem 1:3 im Hinspiel und einem 2:1 im Rückspiel mit einem Gesamtergebnis von 3:4 aus.

## Teilnehmer und Spielmodus
Am Pokalwettbewerb 1991/92 nahmen nach dem Beitritt des Nordostdeutschen Fußballverbands (Nachfolgeverband des einstigen DFV der DDR) erstmals Vereine aus den neuen Bundesländern teil. Alle Vereine, die 1990/91 in der DDR-Fußball-Oberliga 1990/91 oder der (zweitklassigen) Liga gespielt hatten, erhielten die Möglichkeit, sich für die erste Hauptrunde zu qualifizieren: Während die ersten sechs Mannschaften der Oberliga (die sich für die 1. oder 2. Bundesliga 1991/92 qualifiziert hatten) für die erste Hauptrunde gesetzt waren, qualifizierten sich vier weitere Mannschaften (nämlich die beiden Gruppenersten und Gruppenzweiten) über die Qualifikationsrunde zur 2. Bundesliga, an der die Siebt- bis Zwölftplatzierten sowie die Meister der beiden Liga-Staffeln teilnahmen. Aus den übrigen Mannschaften (13. und 14. der Oberliga plus den übrigen 30 Liga-Mannschaften) qualifizierten sich in einer Ausscheidungsrunde noch einmal vier Vereine, insgesamt also 14 Vereine aus den alten NOFV-Ligen. Über die ostdeutschen Landespokale qualifizierten sich sechs weitere Mannschaften.
Um von 88 Mannschaften auf 64 Mannschaften zu kommen, nahmen an der ersten Runde nicht alle Vereine teil; die 20 Klubs der 1. Bundesliga und 20 Amateurvereine erhielten hier ein Freilos. Aufgrund des größeren Teilnehmerfelds gab es in diesem Wettbewerb sieben statt in der Vorsaison sechs Runden.
Das häufig als gesondertes Qualifikationsspiel für den DFB-Pokal bezeichnete Entscheidungsspiel zwischen dem VfB Lohberg und dem FC Remscheid, welches die Remscheider im Elfmeterschießen gewannen, war tatsächlich nur das normale Landespokal-Finale im Niederrheinpokal.

## Qualifikationsrunden NOFV

### Teilnehmende Mannschaften
Aus dem Bereich des NOFV nahmen folgende Mannschaften an der Qualifikation teil:
| NOFV-Oberliga 1990/91 Plätze 13 und 14      | NOFV-Liga 1990/91 Staffel A Plätze 2 bis 15 | NOFV-Liga 1990/91 Staffel B Plätze 2 bis 16 |
| ------------------------------------------- | --- | --- |
| FC Energie Cottbus FC Victoria 91 Frankfurt | SV Chemie Guben BSV Spindlersfeld Bischofswerdaer FV 08 PFV Bergmann-Borsig SV Post Telekom Neubrandenburg FSV Hoyerswerda FSV Lok Altmark Stendal FC Stahl Hennigsdorf FSV Glückauf Brieske-Senftenberg Greifswalder SC SV Hafen Rostock 61 FSV Rot-Weiß Prenzlau SV Motor Eberswalde PSV Schwerin | FC Wismut Aue SV Stahl Thale Chemnitzer SV 1951 Heckert FSV Soemtron Sömmerda FSV Wismut Gera 1. FC Markkleeberg FC Meißen Bornaer SV SC 1903 Weimar Riesaer SV Blau-Weiß 1. Suhler SV FSV Wacker 90 Nordhausen FC Anhalt Dessau FSV Kali Werra Tiefenort SV Germania Ilmenau |

### 1. Runde
| Datum         |                                  | Ergebnis |                                |
| ------------- | -------------------------------- | -------- | ------------------------------ |
| Sa 01.06.1991 | SV Chemie Guben                  | 1        | PSV Schwerin                   |
| Sa 01.06.1991 | FV Motor Eberswalde              | 5:1      | FC Stahl Hennigsdorf           |
| Sa 01.06.1991 | FSV Rot-Weiß Prenzlau            | 2:8      | PFV Bergmann-Borsig            |
| Sa 01.06.1991 | FC Victoria 91 Frankfurt         | 4:2      | BSV Spindlersfeld              |
| Sa 01.06.1991 | FSV Hoyerswerda                  | 2:1      | FSV Lok Altmark Stendal        |
| Sa 01.06.1991 | Bischofswerdaer FV 08            | 2        | SV Hafen Rostock 61            |
| Sa 01.06.1991 | Greifswalder SC                  | 3:1      | SV Post Telekom Neubrandenburg |
| Sa 01.06.1991 | Riesaer SV Blau-Weiß             | 5:1      | FC Anhalt Dessau               |
| Sa 01.06.1991 | FC Wismut Aue                    | 3:0      | 1. FC Markkleeberg             |
| Sa 01.06.1991 | FSV Soemtron Sömmerda            | 1:2      | FSV Wismut Gera                |
| Sa 01.06.1991 | FSV Kali Werra Tiefenort         | 1:6      | SC 1903 Weimar                 |
| Sa 01.06.1991 | Bornaer SV                       | 1:4      | SV Stahl Thale                 |
| Sa 01.06.1991 | FC Energie Cottbus               | 0:2      | FSV Wacker 90 Nordhausen       |
| Sa 01.06.1991 | SV Germania Ilmenau              | 3        | Chemnitzer SV 1951 Heckert     |
| Sa 01.06.1991 | FC Meißen                        | 4        | 1. Suhler SV                   |
|               | FSV Glückauf Brieske-Senftenberg | Freilos  |                                |

### 2. Runde
| Datum                    |                            | Ergebnis              |                                  |
| ------------------------ | -------------------------- | --------------------- | -------------------------------- |
| So 09.06.1991, 15:00 Uhr | PFV Bergmann-Borsig        | 3:1                   | FSV Wismut Gera                  |
| So 09.06.1991, 15:00 Uhr | SV Motor Eberswalde        | 1:1 n. V. (3:4 i. E.) | FSV Hoyerswerda                  |
| So 09.06.1991, 15:00 Uhr | SV Stahl Thale             | 2:2 n. V. (4:5 i. E.) | Greifswalder SC                  |
| So 09.06.1991, 15:00 Uhr | FC Wismut Aue              | 2:1                   | FSV Glückauf Brieske-Senftenberg |
| So 09.06.1991, 15:00 Uhr | SV Chemie Guben            | 4:3                   | Bischofswerdaer FV 08            |
| So 09.06.1991, 15:00 Uhr | Chemnitzer SV 1951 Heckert | 0:1                   | 1. Suhler SV                     |
| So 09.06.1991, 15:00 Uhr | Riesaer SV Blau-Weiß       | 3:1                   | SC 1903 Weimar                   |
| So 09.06.1991            | FSV Wacker 90 Nordhausen   | 1                     | FC Victoria 91 Frankfurt         |

### 3. Runde
| Datum                    |                          | Ergebnis              |                      |
| ------------------------ | ------------------------ | --------------------- | -------------------- |
| So 16.06.1991, 15:00 Uhr | FC Wismut Aue            | 4:2                   | FSV Hoyerswerda      |
| So 16.06.1991, 15:00 Uhr | FSV Wacker 90 Nordhausen | 2:3                   | PFV Bergmann-Borsig  |
| So 16.06.1991, 15:00 Uhr | SV Chemie Guben          | 4:2                   | 1. Suhler SV         |
| So 16.06.1991, 15:00 Uhr | Greifswalder SC          | 3:3 n. V. (5:3 i. E.) | Riesaer SV Blau-Weiß |

FC Wismut Aue, PFV Bergmann-Borsig, SV Chemie Guben und der Greifswalder SC waren damit für die 1. Hauptrunde im DFB-Pokal qualifiziert.

## Teilnehmende Mannschaften
Folgende 88 Mannschaften qualifizierten sich für den Pokalwettbewerb:
| Bundesliga die 18 Vereine der Saison 1990/91 | 2. Bundesliga die 20 Vereine der Saison 1990/91 | NOFV die 14 Vereine aus Oberliga und Liga | Verbandspokal die Vertreter der 21 Landesverbände des DFB Amateurmeisterschaft Endspiel-Teilnehmer 1991 |
| 1. FC Kaiserslautern FC Bayern München SV Werder Bremen (TV) Eintracht Frankfurt Hamburger SV VfB Stuttgart 1. FC Köln TSV Bayer 04 Leverkusen Borussia Mönchengladbach Borussia Dortmund SG Wattenscheid 09 Fortuna Düsseldorf Karlsruher SC VfL Bochum 1. FC Nürnberg FC St. Pauli Bayer 05 Uerdingen Hertha BSC | FC Schalke 04 MSV Duisburg SV Stuttgarter Kickers FC 08 Homburg 1. FC Saarbrücken Blau-Weiß 90 Berlin SV Waldhof Mannheim 1. FSV Mainz 05 SC Freiburg Hannover 96 SC Fortuna Köln VfB Oldenburg Eintracht Braunschweig VfL Osnabrück Rot-Weiss Essen SV Meppen SV Darmstadt 98 SC Preußen Münster TSV Havelse 1. FC Schweinfurt 05 | - NOFV-Oberliga (Platz 1-6) F.C. Hansa Rostock 1. FC Dynamo Dresden FC Rot-Weiß Erfurt Hallescher FC Chemnitzer FC FC Carl Zeiss Jena - Quali-Runde zur 2. Bundesliga (Platz 1-2 jeder Gruppe) BSV Stahl Brandenburg FC Berlin VfB Leipzig Eisenhüttenstädter FC Stahl - Quali-Runde DFB-Pokal FC Wismut Aue PFV Bergmann-Borsig 1. Suhler SV Greifswalder SC | - Schleswig-Holstein Holstein Kiel - Hamburg Hamburger SV (A) - Bremen Bremer SV - Niedersachsen TSV Krähenwinkel/Kaltenweide VfL Wolfsburg SV Arminia Hannover - Mecklenburg-Vorpommern SV Blau-Weiß 69 Parchim - Brandenburg ESV Lok Cottbus - Berlin (Ost) SV Blau-Gelb Berlin - Berlin (West) Türkiyemspor Berlin NSC Marathon 02 - Sachsen-Anhalt Wernigeröder SV Rot-Weiß - Sachsen SpVgg Zschopau - Thüringen SV 1910 Kahla - Westfalen Arminia Bielefeld Borussia Dortmund / Am. SpVg Brakel - Mittelrhein SC Viktoria Köln SC Jülich 1910 - Niederrhein FC Remscheid - Rheinland SpVgg EGC Wirges Eintracht Trier - Südwest SV Viktoria Herxheim - Saarland Rot-Weiß Hasborn-Dautweiler - Hessen SV Viktoria Aschaffenburg SC Neukirchen - Württemberg TSG Backnang 1919 SSV Reutlingen 05 - Baden Karlsruher SC (A) - Südbaden Freiburger FC - Bayern 1. SC 08 Bamberg SpVgg Fürth SpVgg Weiden SpVgg Unterhaching - Amateurmeisterschaft SV Werder Bremen (A) SpVgg 07 Ludwigsburg |

1. ↑  Der 1. Suhler SV nahm den Startplatz vom SV Chemie Guben ein.
2. ↑  Der NSC Marathon 02 nahm als unterlegener Pokalfinalist den zweiten Startplatz ein.
3. ↑  Eintracht Trier nahm als unterlegener Pokalfinalist den zweiten Startplatz ein.
4. ↑  Der SC Neukirchen nahm als unterlegener Pokalfinalist den zweiten Startplatz ein.
5. ↑  Der SSV Reutlingen 05 nahm als unterlegener Pokalfinalist den zweiten Startplatz ein.

## 1. Hauptrunde
- In der 1. Hauptrunde hatten die 20 Bundesligisten der Saison 1991/92 und 20 weitere Amateurvereine zunächst ein Freilos.

| Datum                    |                         | Ergebnis              |                             |
| ------------------------ | ----------------------- | --------------------- | --------------------------- |
| Sa 27.07.1991, 15:30 Uhr | SV Viktoria Herxheim    | 2:3 n. V.             | FC St. Pauli                |
| Sa 27.07.1991, 15:30 Uhr | FC Wismut Aue           | 2:4 n. V.             | VfB Leipzig                 |
| Sa 27.07.1991, 15:30 Uhr | ESV Lok Cottbus         | 0:3                   | VfB Oldenburg               |
| Sa 27.07.1991, 15:30 Uhr | 1. FC Schweinfurt 05    | 1:6                   | SV Waldhof Mannheim         |
| Sa 27.07.1991, 15:30 Uhr | SC Jülich 1910          | 2:1                   | Hertha BSC                  |
| Sa 27.07.1991, 15:30 Uhr | Arminia Bielefeld       | 1:0                   | 1. FSV Mainz 05             |
| Sa 27.07.1991, 15:30 Uhr | Karlsruher SC Am.       | 1:0                   | SV Meppen                   |
| Sa 27.07.1991, 15:30 Uhr | Greifswalder SC         | 2:2 n. V. (3:2 i. E.) | BSV Stahl Brandenburg       |
| Sa 27.07.1991, 15:30 Uhr | SpVgg Fürth             | 1:0                   | FC Carl Zeiss Jena          |
| Sa 27.07.1991, 15:30 Uhr | SV 1910 Kahla           | 1:4                   | FC Rot-Weiß Erfurt          |
| Sa 27.07.1991, 15:30 Uhr | SpVgg Weiden            | 1:2 n. V.             | SV Darmstadt 98             |
| Sa 27.07.1991, 15:30 Uhr | SpVgg Unterhaching      | 0:0 n. V. (1:3 i. E.) | Bayer 05 Uerdingen          |
| Sa 27.07.1991, 15:30 Uhr | NSC Marathon 02         | 0:7                   | Hannover 96                 |
| Sa 27.07.1991, 15:30 Uhr | SC Neukirchen           | 1:3                   | Hallescher FC               |
| Sa 27.07.1991, 15:30 Uhr | Freiburger FC           | 3:1                   | Chemnitzer FC               |
| Sa 27.07.1991, 15:30 Uhr | FC Berlin               | 0:2                   | SC Freiburg                 |
| Sa 27.07.1991, 15:30 Uhr | SpVgg EGC Wirges        | 1:6                   | FC 08 Homburg               |
| Sa 27.07.1991, 15:30 Uhr | SV Blau-Weiß 69 Parchim | 1:0                   | Eisenhüttenstädter FC Stahl |
| Sa 27.07.1991, 16:00 Uhr | SpVgg Zschopau          | 2:3 n. V.             | Rot-Weiß Hasborn-Dautweiler |
| So 28.07.1991, 15:00 Uhr | SC Preußen Münster      | 1:2                   | VfL Osnabrück               |
| So 28.07.1991, 15:00 Uhr | Borussia Dortmund Am.   | 2:5                   | 1. FC Saarbrücken           |
| So 28.07.1991, 15:00 Uhr | SpVgg 07 Ludwigsburg    | 3:2                   | Eintracht Braunschweig      |
| So 28.07.1991, 15:30 Uhr | Türkiyemspor Berlin     | 2:1                   | Blau-Weiß 90 Berlin         |
| So 28.07.1991, 15:30 Uhr | Bremer SV               | 0:7                   | SC Fortuna Köln             |

## 2. Hauptrunde
Die Vereine, die in der 1. Runde ein Freilos hatten, sind mit einem Link unterlegt.
| Datum                    |                             | Ergebnis              |                              |
| ------------------------ | --------------------------- | --------------------- | ---------------------------- |
| Fr 16.08.1991, 17:30 Uhr | Greifswalder SC             | 0:2                   | 1. FC Dynamo Dresden         |
| Fr 16.08.1991, 18:30 Uhr | SV Werder Bremen Am.        | 1:5                   | VfB Stuttgart                |
| Fr 16.08.1991, 20:00 Uhr | Borussia Mönchengladbach    | 2:0                   | SG Wattenscheid 09           |
| Sa 17.08.1991, 15:30 Uhr | MSV Duisburg                | 0:2 n. V.             | 1. FC Kaiserslautern         |
| Sa 17.08.1991, 15:30 Uhr | FC Bayern München           | 2:4 n. V.             | FC 08 Homburg                |
| Sa 17.08.1991, 15:30 Uhr | Hansa Rostock               | 3:1                   | SV Darmstadt 98              |
| Sa 17.08.1991, 15:30 Uhr | Fortuna Düsseldorf          | 2:1                   | FC St. Pauli                 |
| Sa 17.08.1991, 15:30 Uhr | VfL Bochum                  | 2:3                   | Hannover 96                  |
| Sa 17.08.1991, 15:30 Uhr | FC Rot-Weiß Erfurt          | 2:1                   | FC Schalke 04                |
| Sa 17.08.1991, 15:30 Uhr | Arminia Bielefeld           | 0:2                   | Borussia Dortmund            |
| Sa 17.08.1991, 15:30 Uhr | TSV Havelse                 | 1:1 n. V. (4:2 i. E.) | 1. FC Nürnberg               |
| Sa 17.08.1991, 15:30 Uhr | SpVgg 07 Ludwigsburg        | 1:6                   | Eintracht Frankfurt          |
| Sa 17.08.1991, 15:30 Uhr | Hamburger SV Am.            | 1:0                   | Hallescher FC                |
| Sa 17.08.1991, 15:30 Uhr | SV Blau-Gelb Berlin         | 0:5                   | VfB Leipzig                  |
| Sa 17.08.1991, 15:30 Uhr | Holstein Kiel               | 1:2                   | FC Bayer 05 Uerdingen        |
| Sa 17.08.1991, 15:30 Uhr | PFV Bergmann-Borsig         | 2:1                   | SC Freiburg                  |
| Sa 17.08.1991, 15:30 Uhr | SpVg Brakel                 | 0:3                   | SC Fortuna Köln              |
| Sa 17.08.1991, 15:30 Uhr | SpVgg Fürth                 | 0:3                   | SV Waldhof Mannheim          |
| Sa 17.08.1991, 15:30 Uhr | Rot-Weiß Hasborn-Dautweiler | 1:1 n. V. (5:4 i. E.) | VfL Osnabrück                |
| Sa 17.08.1991, 15:30 Uhr | TSG Backnang 1919           | 1:3                   | 1. Suhler SV                 |
| Sa 17.08.1991, 15:30 Uhr | Freiburger FC               | 3:2                   | Karlsruher SC (A)            |
| Sa 17.08.1991, 15:30 Uhr | VfL Wolfsburg               | 4:3 n. V.             | SV Viktoria Aschaffenburg    |
| Sa 17.08.1991, 15:30 Uhr | SC Viktoria Köln            | 2:0                   | SV Blau-Weiß 69 Parchim      |
| Sa 17.08.1991, 17:00 Uhr | SSV Reutlingen 05           | 4:1                   | TSV Krähenwinkel/Kaltenweide |
| Sa 17.08.1991, 18:00 Uhr | Wernigeröder SV Rot-Weiß    | 0:4                   | 1. FC Köln                   |
| Sa 17.08.1991, 20:00 Uhr | SV Werder Bremen            | 3:1                   | Hamburger SV                 |
| So 18.08.1991, 15:00 Uhr | Rot-Weiss Essen             | 0:2                   | Karlsruher SC                |
| So 18.08.1991, 15:00 Uhr | Türkiyemspor Berlin         | 0:4                   | SV Stuttgarter Kickers       |
| So 18.08.1991, 15:00 Uhr | FC Remscheid                | 2:0                   | VfB Oldenburg                |
| So 18.08.1991, 15:00 Uhr | 1. SC 08 Bamberg            | 4:1                   | 1. FC Saarbrücken            |
| So 18.08.1991, 15:00 Uhr | SV Arminia Hannover         | 1:5                   | SC Jülich 1910               |
| So 18.08.1991, 16:00 Uhr | Eintracht Trier             | 0:2                   | TSV Bayer 04 Leverkusen      |

## 3. Hauptrunde
| Datum                    |                         | Ergebnis              |                             |
| ------------------------ | ----------------------- | --------------------- | --------------------------- |
| Di 03.09.1991, 17:30 Uhr | SV Stuttgarter Kickers  | 3:1 n. V.             | VfB Leipzig                 |
| Di 03.09.1991, 17:30 Uhr | 1. Suhler SV            | 0:5                   | 1. FC Dynamo Dresden        |
| Di 03.09.1991, 17:30 Uhr | FC Remscheid            | 1:3                   | FC Bayer 05 Uerdingen       |
| Di 03.09.1991, 20:00 Uhr | Fortuna Düsseldorf      | 1:3                   | SV Werder Bremen            |
| Di 03.09.1991, 20:00 Uhr | TSV Bayer 04 Leverkusen | 2:0                   | 1. FC Köln                  |
| Di 03.09.1991, 20:00 Uhr | Borussia Dortmund       | 2:3                   | Hannover 96                 |
| Di 03.09.1991, 20:00 Uhr | FC 08 Homburg           | 1:3 n. V.             | 1. FC Kaiserslautern        |
| Di 03.09.1991, 20:30 Uhr | Eintracht Frankfurt     | 0:1                   | Karlsruher SC               |
| Mi 04.09.1991, 17:30 Uhr | VfL Wolfsburg           | 1:3                   | VfB Stuttgart               |
| Mi 04.09.1991, 17:30 Uhr | SSV Reutlingen 05       | 3:1                   | FC Rot-Weiß Erfurt          |
| Mi 04.09.1991, 17:30 Uhr | Freiburger FC           | 1:0                   | Rot-Weiß Hasborn-Dautweiler |
| Mi 04.09.1991, 17:30 Uhr | Hamburger SV (A)        | 2:2 n. V. (6:5 i. E.) | PFV Bergmann-Borsig         |
| Mi 04.09.1991, 17:30 Uhr | 1. SC 08 Bamberg        | 4:0                   | TSV Havelse                 |
| Mi 04.09.1991, 18:00 Uhr | SC Jülich 1910          | 0:1                   | Borussia Mönchengladbach    |
| Mi 04.09.1991, 19:30 Uhr | SC Fortuna Köln         | 5:3 n. V.             | Hansa Rostock               |
| Mi 11.09.1991, 17:15 Uhr | SC Viktoria Köln        | 1:0                   | SV Waldhof Mannheim         |

## Achtelfinale
| Datum                    |                          | Ergebnis  |                         |
| ------------------------ | ------------------------ | --------- | ----------------------- |
| Di 24.09.1991, 16:30 Uhr | Hamburger SV (A)         | 0:1       | Karlsruher SC           |
| Di 24.09.1991, 17:00 Uhr | SSV Reutlingen 05        | 2:3 n. V. | TSV Bayer 04 Leverkusen |
| Di 24.09.1991, 20:00 Uhr | SV Werder Bremen         | 4:1       | 1. FC Dynamo Dresden    |
| Di 24.09.1991, 20:00 Uhr | Borussia Mönchengladbach | 2:0       | SC Fortuna Köln         |
| Di 24.09.1991, 20:00 Uhr | Hannover 96              | 1:0       | FC Bayer 05 Uerdingen   |
| Mi 25.09.1991, 17:00 Uhr | SC Viktoria Köln         | 1:2 n. V. | SV Stuttgarter Kickers  |
| Mi 25.09.1991, 17:00 Uhr | Freiburger FC            | 1:6       | VfB Stuttgart           |
| Mi 25.09.1991, 17:00 Uhr | SC 08 Bamberg            | 0:1       | 1. FC Kaiserslautern    |

## Viertelfinale
| Datum                    |                          | Ergebnis  |                        |
| ------------------------ | ------------------------ | --------- | ---------------------- |
| Di 29.10.1991, 20:00 Uhr | Borussia Mönchengladbach | 2:0       | SV Stuttgarter Kickers |
| Mi 30.10.1991, 20:00 Uhr | TSV Bayer 04 Leverkusen  | 1:0 n. V. | VfB Stuttgart          |
| Mi 30.10.1991, 20:00 Uhr | Hannover 96              | 1:0       | Karlsruher SC          |
| Di 03.12.1991, 20:00 Uhr | SV Werder Bremen         | 2:0       | 1. FC Kaiserslautern   |

## Halbfinale
| Datum                    |                          | Ergebnis                 |                         |
| ------------------------ | ------------------------ | ------------------------ | ----------------------- |
| Di 07.04.1992, 20:00 Uhr | Borussia Mönchengladbach | 12:2 n. V. 1 (2:0 i. E.) | TSV Bayer 04 Leverkusen |
| Mi 08.04.1992, 20:15 Uhr | Hannover 96              | 11:1 n. V. 2 (6:5 i. E.) | SV Werder Bremen        |

## Finale
| Paarung                  | Borussia Mönchengladbach – Hannover 96 |
| Ergebnis                 | 0:0 n. V., 3:4 i. E. |
| Datum                    | 23. Mai 1992 um 18:00 Uhr |
| Stadion                  | Olympiastadion, Berlin |
| Zuschauer                | 76.200 |
| Schiedsrichter           | Bernd Heynemann (Magdeburg) |
| Tore                     | Elfmeterschießen: 1:0 Thomas Kastenmaier 1:1 Milos Djelmas 2:1 Hans-Jörg Criens 2:2 Roman Wojcicki Karlheinz Pflipsen scheitert an Jörg Sievers Oliver Freund scheitert an Uwe Kamps Holger Fach scheitert an Jörg Sievers 2:3 Jörg Kretzschmar 3:3 Jörg Neun 3:4 Michael Schjønberg |
| Borussia Mönchengladbach | Uwe Kamps – Holger Fach, Thomas Huschbeck (46. Joachim Stadler), Michael Klinkert, Thomas Kastenmaier – Karlheinz Pflipsen, Christian Hochstätter, Martin Schneider, Jörg Neun – Martin Max (76. Martin Dahlin), Hans-Jörg Criens Cheftrainer: Jürgen Gelsdorf                       |
| Hannover 96              | Jörg Sievers – Roman Wójcicki, Jörg-Uwe Klütz, Axel Sundermann – Bernd Heemsoth (120. Matthias Kuhlmey), Jörg Kretzschmar, Karsten Surmann , Oliver Freund, Michael Schjønberg – Michael Koch (71. Uwe Jursch), Milos Djelmas Cheftrainer: Michael Lorkowski                         |
| Gelbe Karten             | Thomas Kastenmaier, Christian Hochstätter – Jörg-Uwe Klütz, Milos Djelmas |